# هنري سامويلسون
هنري سامويلسون (بالإنجليزية: Henry Samuelson)‏ هو سياسي بريطاني (وحمل سابقاً جنسية المملكة المتحدة لبريطانيا العظمى وأيرلندا)، ولد في 30 سبتمبر 1845، وتوفي في 14 مارس 1937. حزبياً، نشط في الحزب الليبرالي. في الانتخابات العامة في المملكة المتحدة 1868 ‏، انتخب عضو برلمان المملكة المتحدة الـ20 عن دائرة شلتنهام (17 نوفمبر 1868 – 26 يناير 1874) وفي الانتخابات الفرعية في مجلس العموم البريطاني ‏، انتخب عضو برلمان المملكة المتحدة الـ21 عن دائرة Frome (UK Parliament constituency) ‏ (24 نوفمبر 1876 – 24 مارس 1880) وفي الانتخابات العمومية البريطانية 1880 ‏، انتخب عضو برلمان المملكة المتحدة الـ22 عن دائرة Frome (UK Parliament constituency) ‏ (31 مارس 1880 – 18 نوفمبر 1885).